# Пала (Малая Азия)
Пала — древняя страна в Малой Азии, которая была расположена, скорее всего, к северо-западу от государства хеттов, в долине реки Кызыл-Ирмак в средней Анатолии (в центральной части современной Турции).
В середине III тысячелетия до н. э. палайцы (родственные хеттам и лувийцам) проживали на южном побережье Чёрного моря. Позднее Пала подчинялась Хеттскому царству, но в целом её история известна мало. В частности, не ясно существовало ли единое государственное образование «Пала». Однако засвидетельствованы ритуальные клинописные палайские тексты XVII — XIV веков до н. э. Их язык упоминается в хеттских источниках как язык «народа Палы» (palaumnili). В XV веке до н. э. Пала, как и другие области севера Малой Азии, была завоевана касками. Палайцы, скорее всего, в этот же период были ассимилированы. Их язык вышел из повседневного употребления, но оставался языком культа вплоть до XIII века до н. э.